# Titus Iunius Severus (Präfekt)

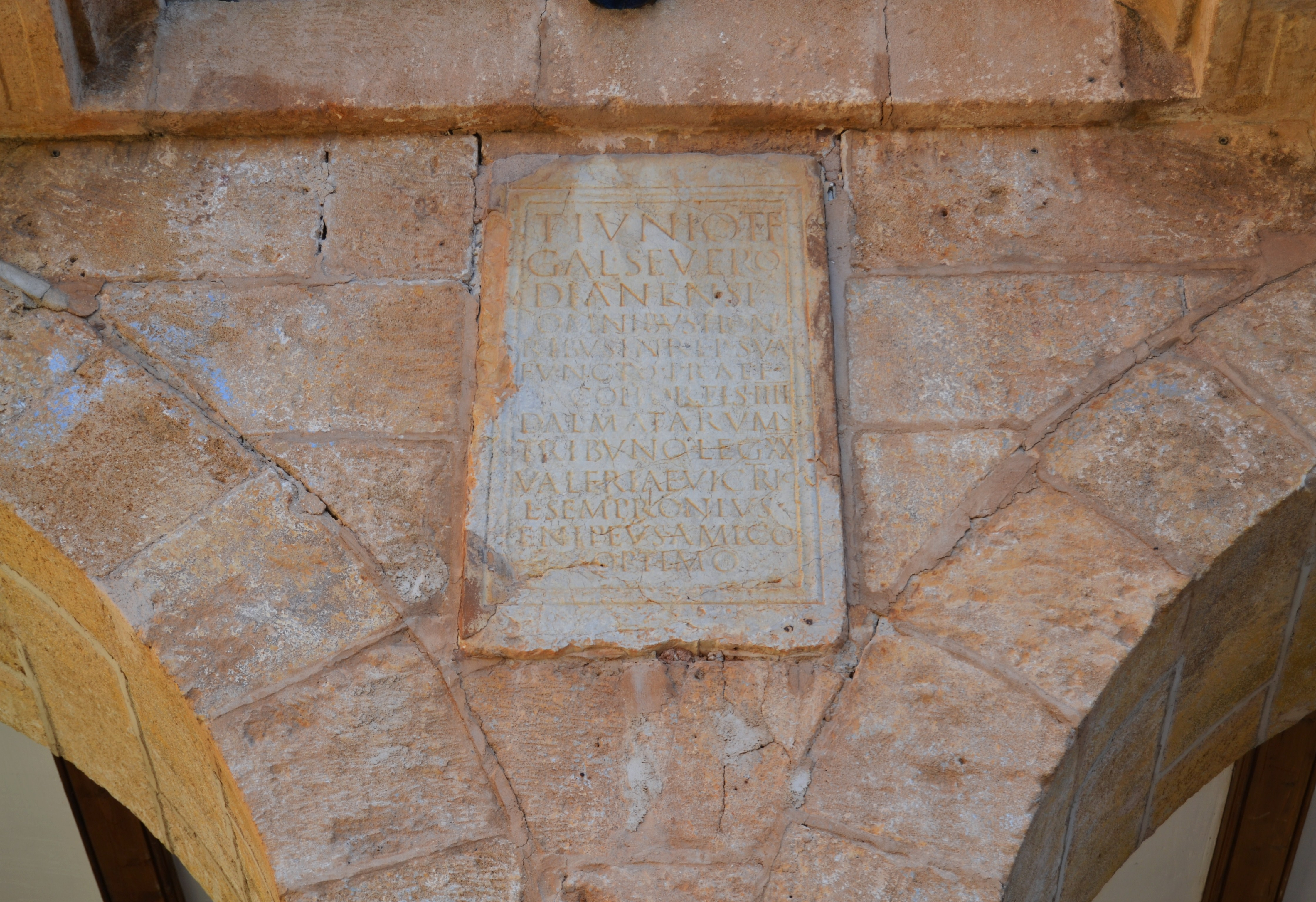
Die Inschrift

Titus Iunius Severus (vollständige Namensform Titus Iunius Titi filio Galeria Severus) war ein im 1. oder 2. Jahrhundert n. Chr. lebender Angehöriger des römischen Ritterstandes (Eques).
Durch eine Inschrift, die bei Dianium, dem heutigen Dénia, gefunden wurde und die auf 101/200 datiert wird, ist belegt, dass Severus Präfekt der Cohors IIII Dalmatarum war. Aus der Inschrift geht auch hervor, dass er danach Tribunus legionis in der Legio XX Valeria Victrix war.
Severus war möglicherweise der Vater des gleichnamigen Suffektkonsuls von 154, Titus Iunius Severus. Er war in der Tribus Galeria eingeschrieben. Die Inschrift wurde von Lucius Sempronius Enipeus errichtet.